# Suguru Asanuma
Suguru Asanuma (japanisch 浅沼 優瑠 Asanuma Suguru; * 12. April 1992 in Hokkaido) ist ein japanischer Fußballspieler.

## Karriere
Asanuma erlernte das Fußballspielen in der Schulmannschaft der Seiritsu Gakuen High School und der Universitätsmannschaft der Tōyō-Universität. Seinen ersten Vertrag unterschrieb er 2015 bei YSCC Yokohama. Der Verein spielte in der dritthöchsten Liga des Landes, der J3 League. Für den Verein absolvierte er 61 Ligaspiele. 2019 wechselte er zum Ligakonkurrenten SC Sagamihara. Für den Verein absolvierte er zwei Drittligaspiele. Im August 2019 wurde er an den Zweitligisten Tochigi SC ausgeliehen. 2020 wechselte er zum Drittligisten Kamatamare Sanuki. Für den Verein aus Takamatsu stand er zweimal zwischen den Pfosten. Im Januar 2022 wechselte er in die zweite Liga. Hier schloss er sich V-Varen Nagasaki aus Nagasaki an. Hier kam er jedoch nicht zum Einsatz. Zu Beginn der Saison 2023 unterschrieb er einen Vertrag beim Viertligisten Criacao Shinjuku.